# Franz Hautzinger
Franz Hautzinger (* 11. März 1963 in Tadten, Burgenland) ist ein österreichischer Trompeter im Bereich des Jazz und der improvisierten Musik.

## Leben und Wirken
Franz Hautzinger studierte Trompete und Komposition an der Grazer Musikakademie (jetzt: Universität für Musik und darstellende Kunst Graz) und am Konservatorium der Stadt Wien bei Robert Politzer. Ab 1989 unterrichtete er an der Universität für Musik und darstellende Kunst Wien, daneben wirkte er – musikalisch beeinflusst von Miles Davis’ modalem Jazz, dann von Bill Dixon – bei Aufnahmesessions des Labels Extraplatte mit Bands wie Mühlbacher usw., Nouvelle Cuisine und Striped Roses um Helge Hinteregger und Werner Dafeldecker mit. In dieser Zeit arbeitete er außerdem in Projekten mit Martin Siewert und Burkhard Stangl sowie im Berliner Komponisten-Ensemble Zeitkratzer. Im Duo ZOSB mit Hinteregger (der mit Samples und Electronics experimentierte) nahm er 1994 Zong of Se Boboolink auf. 1996 erschien in Quartettbesetzung sein Debütalbum Bent; 2000 legte er das Soloalbum Gomberg vor, gefolgt von Dachte Musik (2001), beide auf dem Label Grob. Außerdem arbeitete er mit Derek Bailey, Boris Hauf, Mia Zabelka, im Max Nagl Ensemble und im London Improvisers Orchestra. Auf dem Jazzfestival Saalfelden trat er 2010 mit Hayden Chisholm, William Parker und Tony Buck auf. Seit 2013 war er auch im Duo mit der Klarinettistin Isabelle Duthoit auf Tournee.
Auf der Vierteltontrompete hat Hautzinger über Jahre eine extreme persönliche Sprache mit dem Gebrauch von Luftgeräuschen, Mikrotönen und mit immer sensiblem Umgang mit der musikalischen Form entwickelt.

## Diskografische Hinweise
- Bent (Extraplatte, 1996) mit Helge Hinteregger, Oren Marshall, Steve Noble
- Speakers Corner (Extraplatte, 1998), mit Martin Siewert, Wolfgang Reisinger
- Dachte Musik (Grob, 2001), mit Burkhard Stangl, Radu Malfatti, Gunther Schneider
- Ekkehard Ehlers, Franz Hautzinger, Joseph Suchy: Sound Chambers (Staubgold, 2004)
- Franz Hautzinger / Julo Fujak / Zsolt Sörés: Live in Brussels (2013)
- Brot & Sterne: Tales of Herbst (2017), mit Franz Hautzinger, Peter Rosmanith, Matthias Loibner
- Isabelle Duthoit / Franz Hautzinger: Lily (Relative Pitch Records, 2017)